# 天晴じぱんぐ!
『天晴じぱんぐ!』（あっぱれじぱんぐ）は渡瀬悠宇による少女漫画作品。
『少女コミック増刊』（小学館）に掲載。全3巻。新装版も発刊されている。

## あらすじ
15歳の男勝りな少女・桜桃（ゆすら）は、赤ん坊の時、「金剛丸」とともに桜の木の下に捨てられていたが、彼女を拾った薬種屋の夫婦に引き取られ育てられた。彼女と共に捨てられていた「金剛丸（こんごうまる）」と言う不思議な棒は、人の悲しみをエネルギーに変化し、その悲しみを作った悪者を善者に戻す。それを使って桜桃は「悲消屋」の商売をしていた。桜桃はその後、沙門という青年と出会い、両親を探す旅の中で少しずつ女らしくなっていく。